# Булаков, Анатолий Николаевич
Анатолий Николаевич Булаков (3 февраля 1930, Москва — 19 сентября 1994, Москва) — советский боксёр наилегчайшей весовой категории, выступал за сборную СССР в 1950-е годы. Бронзовый призёр летних Олимпийских игр в Хельсинки, обладатель бронзовой медали чемпионата Европы, шестикратный чемпион национального первенства. Представлял московское спортивное общество «Динамо», заслуженный мастер спорта.

## Биография
Родился 3 февраля 1930 года в Москве.
Увлёкся боксом уже в юные годы, присоединившись к спортивному обществу «Динамо», занимался под руководством тренеров Виктора Михайлова и Анатолия Булычева. Впервые заявил о себе в 1949 году, одержав в наилегчайшем весе победу на Всемирных студенческих играх и в зачёте чемпионата СССР (на тот момент ему было всего лишь девятнадцать лет). За период 1949—1954 шесть раз подряд становился чемпионом национального первенства, не проиграв на внутреннем уровне ни одного боя. Обладал точным акцентированным ударом, острой реакцией и тонким чувством дистанции — считался одним из самых техничных боксеров страны.
Благодаря череде удачных выступлений Булаков удостоился права защищать честь страны на летних Олимпийских играх 1952 года в Хельсинки, в итоге завоевал здесь бронзовую медаль, уступив по очкам немцу Эдгару Базелю. На чемпионате Европы 1953 года в Варшаве пополнил медальную коллекцию ещё одной бронзовой наградой — за это достижение удостоен звания «Выдающийся боксёр СССР». Всего за карьеру провёл 130 боёв, из них 126 завершил победой.
Покинув ринг, окончил Высшую школу КГБ и до конца жизни работал в системе Государственной безопасности. В 1990 году присвоено звание «Заслуженный мастер спорта СССР».
Скончался 19 сентября 1994 года. Похоронен на Ваганьковском кладбище Москвы.

## Награды
- Медаль «За трудовое отличие» (27.04.1957) — «за успехи, достигнутые в деле развития массового физкультурного движения в стране, повышения мастерства советских спортсменов, и успешное выступление на международных соревнованиях»